# قلب لطمه می‌زند
«قلب لطمه می‌زند» (به اسپانیایی: Duele el Corazón) تک‌آهنگی از هنرمند اهل اسپانیا انریکه ایگلسیاس است که به همراه ویسین در ۱۸ آوریل ۲۰۱۶ منتشر شد.

## موزیک ویدئو
کلی گیل در این ویدئو بازی کرده‌است.